# Giải bóng đá vô địch quốc gia Litva
Giải bóng đá vô địch quốc gia Litva (A Lyga) là giải đấu bóng đá chuyên nghiệp hàng đầu tại Litva. Giải đấu do Liên đoàn bóng đá Litva (LFF) (tiếng Litva: Lietuvos Futbolo Federacija) tổ chức .

## Tài trợ
| Giai đoạn | Nhà tài trợ          | Tên giải đấu                 |
| --------- | -------------------- | ---------------------------- |
| 1991–1999 | Không có nhà tài trợ | Lietuvos Lyga                |
| 1999–2000 | Không có nhà tài trợ | LFF Lyga                     |
| 2001–2003 | Không có nhà tài trợ | LFF A Lyga                   |
| 2004–2008 | Không có nhà tài trợ | NFKA A Lyga                  |
| 2009–2011 | Không có nhà tài trợ | LFF A Lyga                   |
| 2012      | General Financing    | LFF General Financing A Lyga |
| 2013–2016 | Credit Service       | SMScredit.lt A Lyga          |
| 2017–2020 | Không có nhà tài trợ | LFF A Lyga                   |
| 2021–2023 | Baltic Bet           | Optibet A Lyga               |
| 2024–nay  | TOPsport             | TOPsport A Lyga              |

Nhà cung cấp bóng chính thức cho các trận đấu A lyga năm 2023 là Adidas. Nike đã nắm giữ hợp đồng này từ năm 2013 đến năm 2022, khi họ tiếp quản từ Adidas.

## Danh sách các đội vô địch

### 1991–nay
| Mùa giải | Vô địch               | Á quân                  | Hạng ba               | Vua phá lưới (đội)                                                                          | Số bàn |
| -------- | --------------------- | ----------------------- | --------------------- | ------------------------------------------------------------------------------------------- | ------ |
| 1991     | Žalgiris Vilnius      | Lietuvos Makabi Vilnius | Banga Kaunas          | Egidijus Meidus (Vilija Kaunas)                                                             | 13     |
| 1991–92  | Žalgiris Vilnius      | Panerys Vilnius         | Sirijus Klaipėda      | Remigijus Pocius (Granitas Klaipėda & Sakalas Šiauliai) Vaidotas Šlekys (Ekranas Panevėžys) | 14     |
| 1992–93  | Ekranas Panevėžys     | Žalgiris Vilnius        | Panerys Vilnius       | Vaidotas Šlekys (Ekranas Panevėžys)                                                         | 16     |
| 1993–94  | ROMAR                 | Žalgiris-EBSW Vilnius   | Ekranas Panevėžys     | Vaidotas Šlekys (Ekranas Panevėžys) Robertas Žalys (FBK Kaunas)                             | 16     |
| 1994–95  | Inkaras-Grifas Kaunas | Žalgiris-EBSW Vilnius   | ROMAR Mažeikiai       | Eimantas Poderis (Žalgiris Vilnius & Inkaras Kaunas)                                        | 24     |
| 1995–96  | Inkaras-Grifas Kaunas | Kareda-Sakalas Šiauliai | Žalgiris Vilnius      | Edgaras Jankauskas (Žalgiris Vilnius)                                                       | 25     |
| 1996–97  | Kareda Šiauliai       | Žalgiris Vilnius        | Inkaras-Grifas Kaunas | Remigijus Pocius (Kareda Šiauliai)                                                          | 14     |
| 1997–98  | Kareda Šiauliai       | Žalgiris Vilnius        | Ekranas Panevėžys     | Vidas Dančenka (Kareda Šiauliai)                                                            | 26     |
| 1998–99  | Žalgiris Vilnius      | Kareda Šiauliai         | FBK Kaunas            | Artūras Fomenka (Kareda Šiauliai)                                                           | 14     |
| 1999     | Žalgiris Kaunas       | Žalgiris Vilnius        | Atlantas Klaipėda     | Nerijus Vasiliauskas (Žalgiris Vilnius)                                                     | 10     |
| 2000     | FBK Kaunas            | Žalgiris Vilnius        | Atlantas Klaipėda     | Andrius Velička (FBK Kaunas)                                                                | 26     |
| 2001     | FBK Kaunas            | Atlantas Klaipėda       | Žalgiris Vilnius      | Remigijus Pocius (FBK Kaunas)                                                               | 22     |
| 2002     | FBK Kaunas            | Atlantas Klaipėda       | Ekranas Panevėžys     | Audrius Šlekys (FBK Kaunas)                                                                 | 19     |
| 2003     | FBK Kaunas            | Ekranas Panevėžys       | Vėtra Rūdiškės        | Ričardas Beniušis (Atlantas Klaipėda & FBK Kaunas)                                          | 16     |
| 2004     | FBK Kaunas            | Ekranas Panevėžys       | Atlantas Klaipėda     | Povilas Lukšys (Ekranas Panevėžys)                                                          | 19     |
| 2005     | Ekranas Panevėžys     | FBK Kaunas              | Sūduva Marijampolė    | Mantas Savėnas (Ekranas Panevėžys)                                                          | 27     |
| 2006     | FBK Kaunas            | Ekranas Panevėžys       | Vėtra Vilnius         | Serhiy Kuznetsov (Vėtra Vilnius)                                                            | 18     |
| 2007     | FBK Kaunas            | Sūduva Marijampolė      | Ekranas Panevėžys     | Povilas Lukšys (Ekranas Panevėžys)                                                          | 26     |
| 2008     | Ekranas Panevėžys     | FBK Kaunas              | Vėtra Vilnius         | Rafael Ledesma (FBK Kaunas)                                                                 | 14     |
| 2009     | Ekranas Panevėžys     | Vėtra Vilnius           | Sūduva Marijampolė    | Valdas Trakys (Ekranas Panevėžys)                                                           | 20     |
| 2010     | Ekranas Panevėžys     | Sūduva Marijampolė      | Žalgiris Vilnius      | Povilas Lukšys (Sūduva Marijampolė)                                                         | 16     |
| 2011     | Ekranas Panevėžys     | Žalgiris Vilnius        | Sūduva Marijampolė    | Deivydas Matulevičius (Žalgiris Vilnius)                                                    | 19     |
| 2012     | Ekranas Panevėžys     | Žalgiris Vilnius        | Sūduva Marijampolė    | Artūras Rimkevičius (Šiauliai)                                                              | 35     |
| 2013     | Žalgiris Vilnius      | Atlantas Klaipėda       | Ekranas Panevėžys     | Nerijus Valskis (Sūduva Marijampolė)                                                        | 27     |
| 2014     | Žalgiris              | Kruoja                  | Atlantas              | Niko Tokić (Šiauliai)                                                                       | 19     |
| 2015     | Žalgiris              | Trakai                  | Atlantas Klaipėda     | Tomas Radzinevičius (Sūduva)                                                                | 28     |
| 2016     | Žalgiris              | Trakai                  | Sūduva                | Andrija Kaluđerović (Žalgiris)                                                              | 20     |
| 2017     | Sūduva                | Žalgiris                | Trakai                | Darvydas Šernas (Žalgiris)                                                                  | 18     |
| 2018     | Sūduva Marijampolė    | Žalgiris Vilnius        | Trakai                | Liviu Antal (Žalgiris)                                                                      | 23     |
| 2019     | Sūduva                | Žalgiris                | Riteriai              | Tomislav Kiš (Žalgiris)                                                                     | 27     |
| 2020     | Žalgiris              | Sūduva                  | Kauno Žalgiris        | Hugo Videmont (Žalgiris)                                                                    | 13     |
| 2021     | Žalgiris              | Sūduva                  | Kauno Žalgiris        | Hugo Videmont (Žalgiris)                                                                    | 17     |
| 2022     | Žalgiris              | Kauno Žalgiris          | FK Panevėžys          | Renan Oliveira (Žalgiris)                                                                   | 17     |
| 2023     | FK Panevėžys          | Žalgiris                | FA Šiauliai           | Mathias Oyewusi (Žalgiris)                                                                  | 19     |
| 2024     | Žalgiris              | FC Hegelmann            | FK Kauno Žalgiris     | Liviu Antal (Žalgiris)                                                                      | 20     |

## Thống kê

### Theo câu lạc bộ
| Đội                | Vô địch | Á quân | Hạng ba | Mùa giải vô địch                                                       |
| ------------------ | ------- | ------ | ------- | ---------------------------------------------------------------------- |
| Žalgiris Vilnius   | 11      | 13     | 4       | 1991, 1991–92, 1998–99, 2013, 2014, 2015, 2016, 2020, 2021, 2022, 2024 |
| FBK Kaunas†        | 8       | 2      | 2       | 1999, 2000, 2001, 2002, 2003, 2004, 2006, 2007                         |
| Ekranas Panevėžys† | 7       | 4      | 5       | 1992-93, 2005, 2008, 2009, 2010, 2011, 2012                            |
| Sūduva Marijampolė | 3       | 4      | 5       | 2017, 2018, 2019                                                       |
| Kareda Šiauliai†   | 2       | 2      | -       | 1996–97, 1997–98                                                       |
| Inkaras Kaunas†    | 2       | -      | 1       | 1994-95, 1995–96                                                       |
| Sirijus Klaipėda†  | 1       | -      | 1       | 1990                                                                   |
| ROMAR Mažeikiai†   | 1       | -      | 1       | 1993–94                                                                |
| FK Panevėžys       | 1       | -      | 1       | 2023                                                                   |

Các câu lạc bộ hiện đang chơi ở giải A Lyga được in đậm. 

† - Các câu lạc bộ không còn hoạt động.